# Kanonierki torpedowe typu Bombe
Kanonierki torpedowe typu Bombe – francuskie kanonierki torpedowe z lat 80. XIX wieku. W latach 1883–1890 w stoczniach Société Nouvelle des Forges et Chantiers de la Méditerranée w La Seyne-sur-Mer i Claparède w Le Petit-Quevilly zbudowano osiem okrętów tego typu. Jednostki weszły w skład Marine nationale w latach 1887–1890, a z listy floty skreślono je w latach 1905–1914 i następnie złomowano.

## Projekt i budowa
Kanonierki torpedowe typu Bombe zaprojektowano jako niewielkie, jednokominowe jednostki o trzech masztach (początkowo z ożaglowaniem), z taranowymi dziobami, wystającymi rufaami i pochylonymi dośrodkowo burtami . Kadłuby jednostek wykonano ze stali.
Spośród ośmiu okrętów typu Bombe sześć powstało w stoczni Société Nouvelle des Forges et Chantiers de la Méditerranée (FCM), a dwa w stoczni Claparède . Stępki okrętów położono w latach 1883–1884, a zwodowane zostały w latach 1885–1886 .
| Okręt          | Stocznia  | Początek budowy  | Wodowanie            | Wejście do służby | Los                      |
| -------------- | --------- | ---------------- | -------------------- | ----------------- | ------------------------ |
| „Bombe”        | FCM       | listopad 1883    | 16 kwietnia 1885     | październik 1887  | wycofany 1911, złomowany |
| „Couleuvrine”  | FCM       | 1883             | 30 czerwca 1885      | 1887              | wycofany 1911, złomowany |
| „Dague”        | FCM       | czerwiec 1884    | czerwiec 1885        | 1888              | wycofany 1905, złomowany |
| „Dragonne”     | FCM       | październik 1884 | 28 sierpnia 1885     | 1888              | wycofany 1910, złomowany |
| „Flèche”       | FCM       | październik 1884 | 8 listopada 1885     | 1888              | wycofany 1912, złomowany |
| „Lance”        | FCM       | grudzień 1884    | 20 kwietnia 1886     | 1890              | wycofany 1914, złomowany |
| „Sainte-Barbe” | Claparède | 1884             | 10 października 1885 | 1890              | wycofany 1911, złomowany |
| „Salve”        | Claparède | 1884             | 6 lutego 1886        | 1890              | wycofany 1906, złomowany |

## Dane taktyczno–techniczne
Okręty były kanonierkami torpedowymi o długości między pionami 59,2 metra, szerokości całkowitej 5,97 metra i maksymalnym zanurzeniu 3,17 metra . Wyporność normalna wynosiła od 369 do 430 ton . Okręty napędzane były przez dwie pionowe maszyny parowe o łącznej mocy 1800 KM, do których parę dostarczały cztery kotły lokomotywowe . Maksymalna prędkość napędzanych dwiema śrubami jednostek wynosiła 18–19 węzłów . Okręty zabierały maksymalnie 108 ton węgla .
Uzbrojenie artyleryjskie jednostek składało się początkowo z dwóch pojedynczych dział Hotchkiss M1885 L/40 kalibru 47 mm, umieszczonych na dziobie i rufie oraz pięciu rewolwerowych działek kal. 37 mm M1885 L/20 . Okręty wyposażone były w dwie pojedyncze nadwodne wyrzutnie torped kal. 350 mm .
Opancerzenie obejmowało jedynie nadbudówki, które miały stalowe ściany o grubości 13 mm .
Załoga pojedynczego okrętu składała się z 70 oficerów, podoficerów i marynarzy .

## Służba
Wszystkie okręty typu Bombe („Bombe”, „Couleuvrine”, „Dague”, „Dragonne”, „Flèche”, „Lance”, „Sainte-Barbe” i „Salve”) weszły do służby w Marine nationale między 1887 a 1890 rokiem . W latach 90. XIX wieku na większości jednostek wymieniono sprawiające problemy kotły lokomotywowe (oprócz „Couleuvrine” i „Dragonne”) . Dokonano też modernizacji uzbrojenia, montując na sponsonach w miejscu dwóch rewolwerowych działek kal. 37 mm dwa działa kal. 47 mm. Jednostki zostały wycofane ze służby w latach 1905–1914, a następnie złomowane.